# Joselyn Cano
Pour les articles homonymes, voir Cano.
Joselyn Cano, née le 14 mars 1990 à Anaheim et morte le 7 décembre 2020,, est un mannequin américaine, une créatrice de mode et une personnalité d'internet.

## Carrière
Née à Anaheim, en Californie, Joselyn Cano a commencé le mannequinat à l'âge de 17 ans pour des magazines locaux.
En 2014, elle a gagné en notoriété en faisant la couverture du magazine Lowrider (en). Elle a également été présentée dans la vidéo spéciale de la Saint-Valentin World Star Hip Hop. Au cours de l'été de cette année-là, elle a incarné la petite amie de Gerardo Ortiz dans le vidéoclip de son single Y me besa.
En 2015, elle a été présentée dans le magazine moto Hot Bike. En 2016, Joselyn Cano avait été présentée sur le site Web de Sports Illustrated comme l'une des « Lovely Ladies of the day », l'une des jolies femmes de l'époque. En 2018, Joselyn Cano a lancé sa propre ligne de maillots de bain. Ces dernières années, elle avait gagné en popularité grâce à l'utilisation des médias sociaux.
En raison de sa popularité sur les réseaux sociaux, certains médias hispaniques ont surnommé Joselyn Cano « la Kim Kardashian mexicaine ».
Son profil Instagram compte plus de 12,9 millions d'abonnés.

## Mort
Joselyn Cano est décédée le 7 décembre 2020. La mannequin Lira Mercer a annoncé sa mort, affirmant que Joselyn Cano était morte lors d'une opération de chirurgie esthétique en Colombie, mais la cause officielle n'a pas encore été confirmée,. Elle serait morte lors d'un Brazilian Butt Litt, une opération durant laquelle de la graisse de certaines parties du corps est enlevée pour être injectée dans le fessier.